# Psychotria amplifrons
Psychotria amplifrons är en måreväxtart som beskrevs av Paul Carpenter Standley. Psychotria amplifrons ingår i släktet Psychotria och familjen måreväxter. Inga underarter finns listade i Catalogue of Life.